# 25366 Maureenbobo
25366 Maureenbobo è un asteroide della fascia principale. Scoperto nel 1999, presenta un'orbita caratterizzata da un semiasse maggiore pari a 2,4574682 UA e da un'eccentricità di 0,1431163, inclinata di 1,57930° rispetto all'eclittica.